# David Solórzano
David Solórzano   (Diriamba, 8 de novembre de 1980) és un exfutbolista nicaragüenc de la dècada de 2010.
Fou 49 cops internacional amb la selecció de Nicaragua.
Pel que fa a clubs, destacà a Diriangén, Parmalat, Real Estelí, Masatepe i Managua.